# Benjamín Máximo Laguna y Villanueva
Benjamín Máximo Laguna y Villanueva (Santa Cruz de Mudela, 2 dicembre 1822 – Madrid, 3 gennaio 1902) è stato un botanico spagnolo.

## Biografia
Máximo Laguna nacque a Santa Cruz de Mudela, in provincia di Ciudad Real. Nel 1848 si iscrive presso l'Universidad Politécnica de Madrid. In seguito ricevette una borsa per continuare gli studi nel Regno di Sassonia, dove si iscrisse presso la Royal Saxon Academy of Forestry di Tharandt, vicino a Dresda.
Ha pubblicato delle opere relative alla flora delle foreste spagnole. Studiò anche la botanica delle Filippine,  anche se non visitò il paese.